# Maria Kulle
Hulda Maria Charlotte Kulle (født 26. april 1960 i Svalöv kommun, Sverige) er en svensk skuespiller og datter af Jarl Kulle og Louise Hermelin. Hun har vært gift med Lars-Erik Berenett.
Kulle studerede ved Teaterhögskolan i Malmö 1985–88 og efter det har hun arbejdet ved Malmö, Stockholm og Helsingborgs Stadsteater. I 2005 vandt hun en Guldbagge for sin rolle som Anna i filmen Fire nuancer af brun. I 2011 modtog hun Helsingborgs Dagblads kulturpris.

## Udvalgt filmografi
- Faldgruben (1989)
- Sangen om kirsebærtid (1990)
- Frihedens skygge (tv-serie, 1994)
- Nedtælling (2001)
- Fire nuancer af brun (2004)
- Kim Novak badede aldrig i Genesarets sø (2005, ukrediteret)
- Wallander (tv-serie, 2006)
- Gynekologen i Askim (tv-serie, 2007-2011)
- Maria Larssons evige øjeblik (2008)
- Sent på jorden (kortfilm, 2011)
- Prime Time (2012)
- Frøken Frimans krig (tv-serie, 2013-2017)
- Broen (tv-serie, 2015-2018)
- Ted: For kærlighedens skyld (2018)
- Maria Wern (tv-serie, 2018)
- Barracuda Queens (tv-serie, 2023)